# Тігеч
Тігеч (рум. Tigheci) — село в Леовському районі Молдови. Адміністративний центр однойменної комуни, до складу якої також входить село Купорань.